# 官溪水库
官溪水库是中国江西省吉安市吉安县长塘镇境内的一座水库，位于赣江水系文石河上，建于1964年。水库正常库容为1180万立方米，平均水深为5.84米，集雨面积为20平方千米，海拔为79.53米。